# Țara Lăpușului

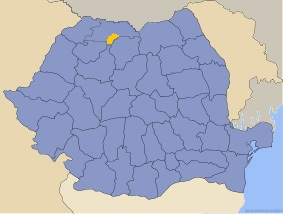
Țara Lăpușului în geografia României

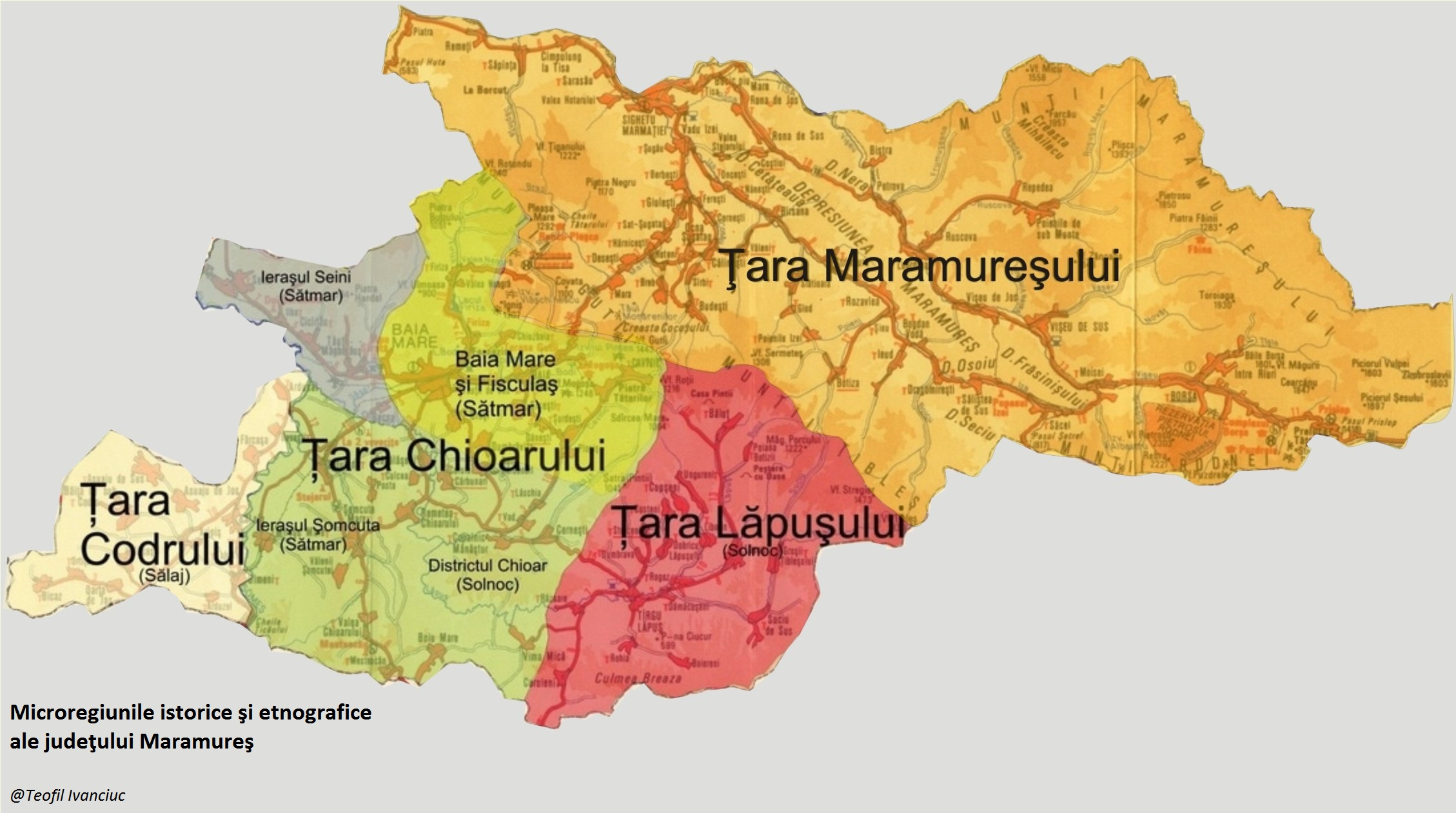
Limitele Țării Lăpușului între hotarele județului Maramureș

Țara Lăpușului este o regiune geografică și etno-culturală românească din partea de nord-vest a depresiunii Transilvaniei, amplasată în depresiunea Lăpușului, pe cursul mijlociu și superior al râului Lăpuș, principalul afluent de dreapta al Someșului. Are o suprafață de 918 km². Cuprinde comunele Băiuț, Coroieni, Cupșeni, Groșii Țibleșului, Lăpuș și Suciu de Sus.
E delimitată: la nord, spre depresiunea Maramureșului, de munții vulcanici ai Țibleșului, Lăpușului și Gutâiului; la sud, spre valea Someșului, de podișul Boiului, peste culmea Brezei (Vf. Breaza 974m) și dealul Vima (777m); la est, spre județul Bistrița-Năsăud, de muscelele Năsăudului, peste care se trece prin Pasul Înșeuarea Largă (521m), iar la vest, spre Țara Chioarului, de masivul Preluca.
Capitala Țării Lăpușului este orașul Târgu Lăpuș.
Actualmente, marea parte din Țara Lăpușului, face parte din Județul Maramureș. 
Graiul vorbit in Țara Lăpușului este Graiul Ardelenesc cu puternice influențe din partea Graiului Maramureșean.
Țara Lăpușului, dă dovadă de „o personalitate puternică”. Din punct de vedere geografic, etnic și istoric, reprezintă zona de extremă nordică a Transilvaniei. Cu toate acestea, este mai degrabă un fel de „arie laterală” a Maramureșului istoric, de unde a împrumutat un lexic bogat, numeroase aspecte etnografice și un repertoriu folcloric apreciabil. La toate acestea se adaugă un fapt istoric, respectiv documente ce atestă că o serie de localități lăpușene au fost întemeiate de nobili maramureșeni prin sec. al XIV-lea.